# Wieden (Schwarzwald)
Wieden ist eine Gemeinde in Baden-Württemberg und gehört zum Landkreis Lörrach.

## Geographie

### Geographische Lage
Der staatlich anerkannte Erholungsort Wieden liegt in einem Hochtal nordöstlich des Belchen (1414,2 m) im Naturpark Südschwarzwald in 740 bis 1280 Meter Höhe.

### Nachbargemeinden
Die Gemeinde grenzt im Nordosten und Osten an die Stadt Todtnau, im Süden an Utzenfeld, im Westen an Aitern und im Nordwesten an Münstertal/Schwarzwald im Landkreis Breisgau-Hochschwarzwald.

### Gemeindegliederung
Zur Gemeinde Wieden gehören das Dorf Oberwieden, die Weiler Hüttbach, Lailehäuser, Laitenbach, Neßlerhäuser, Säge und Warbach, die Zinken Bühl, Graben, Rütte und Ungendwieden, die Höfe Mittelbach, Neumatt und Schwaine und die Häuser Beckenrain, Eckle (Sommereckle) sowie Königshütte, das sich zum Teil auch auf Utzenfelder Gebiet erstreckt, Niedermatt, Scheuermatt, Steinen, Wiedener Eck und Wiedenmatt.

## Geschichte
Wieden ist seit 1809 eine selbstständige Gemeinde.

## Politik

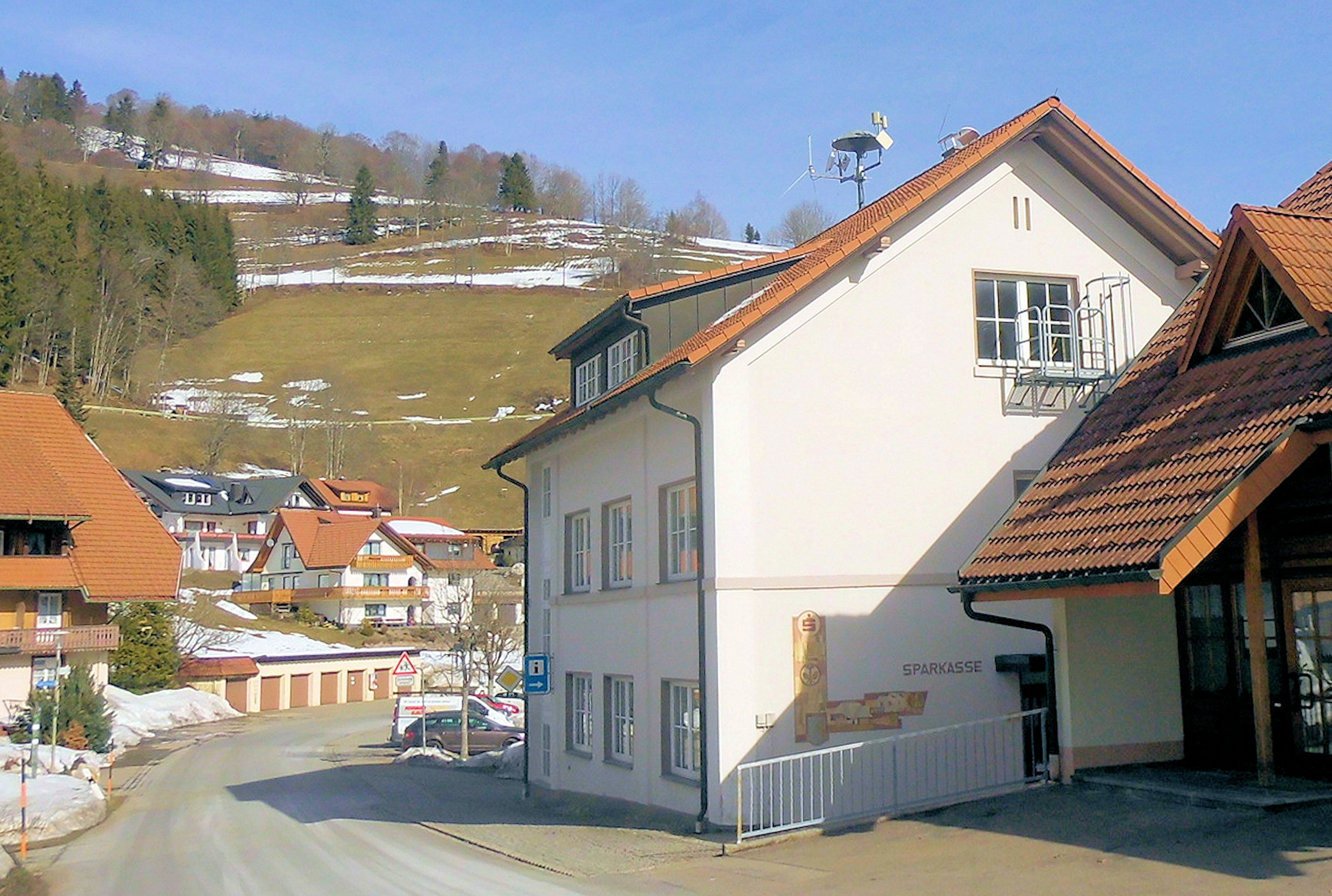
Rathaus, Kurverwaltung und Sparkasse Wieden

### Verwaltungsverband
Die Gemeinde gehört dem Gemeindeverwaltungsverband Schönau im Schwarzwald an.

### Bürgermeister
Bürgermeister ist Michael Fischer.

### Gemeinderat
Der Gemeinderat von Wieden besteht aus acht Mitgliedern. Die Kommunalwahl vom 9. Juni 2024 führte zu folgendem Ergebnis:
| CDU          | 52,9 % | 4 Sitze | (2014: 45,1 %, 4 Sitze) | (2019: 48,2 %, 4 Sitze) |
| Freie Wähler | 47,1 % | 4 Sitze | (2014: 54,9 %, 4 Sitze) | (2019: 51,8 %, 4 Sitze) |

### Wappen
Das Wappen der Gemeinde Wieden zeigt vorne auf Silbergrund einen auf den Ortsnamen hinweisenden grünen Weidenzweig. Der springende Hirsch hinten in Gold auf blauem Grund ist das Wappentier des Klosters St. Blasien und erinnert an die jahrhundertelange Zugehörigkeit des Ortes zu dessen Talvogtei Schönau.

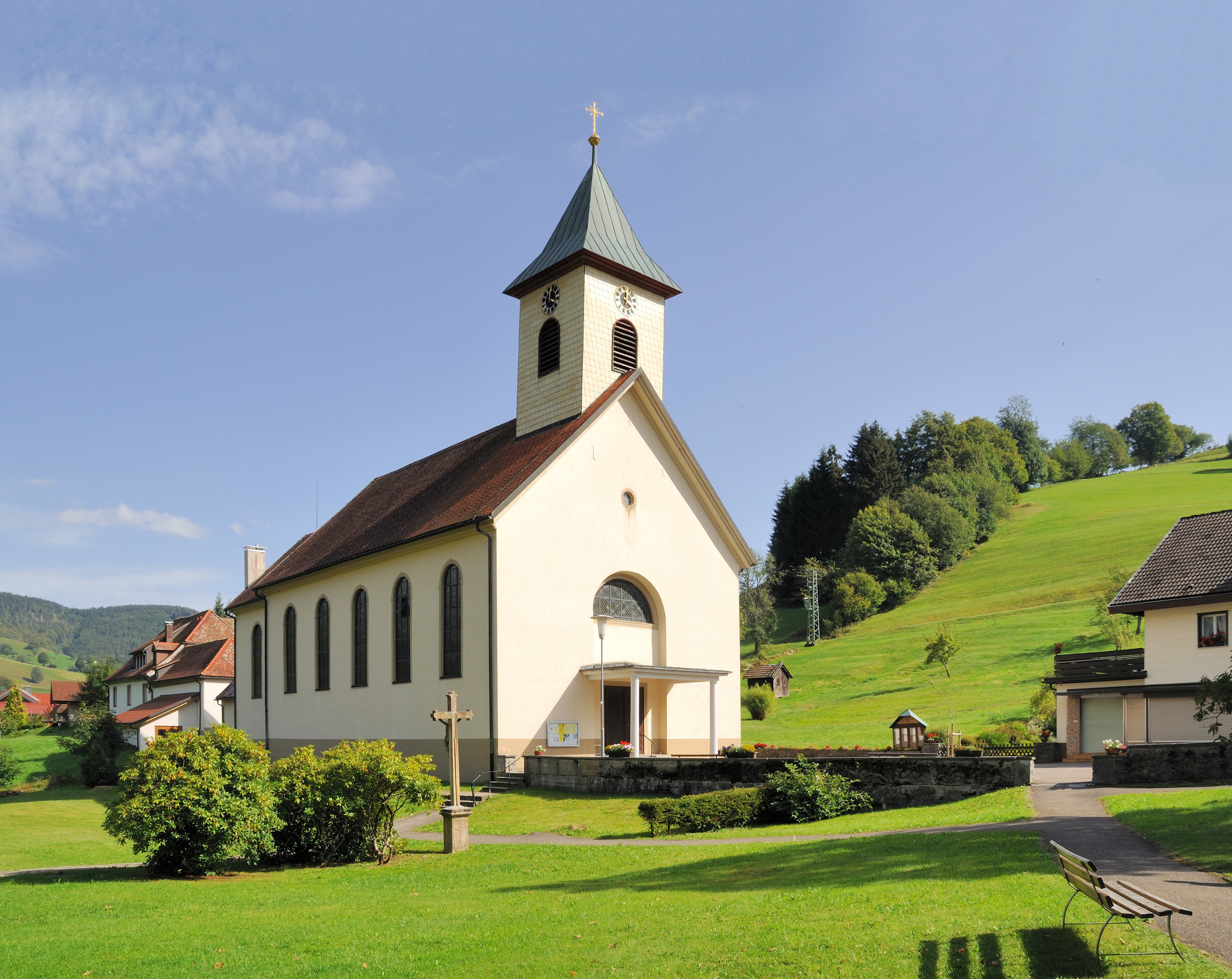
Pfarrkirche Allerheiligen

## Sehenswürdigkeiten
- Besucherbergwerk Finstergrund

## Wirtschaft und Infrastruktur

### Bildung
In Wieden besteht die gemeinsame Grundschule Wieden-Utzenfeld, die von Schülern aus Wieden und Utzenfeld besucht wird. Die Schüler ab der fünften Klasse besuchen die Hauptschule in Schönau im Schwarzwald, die Realschule in Zell im Wiesental oder das Gymnasium in Schönau im Schwarzwald.

### Rettungsdienste
- Freiwillige Feuerwehr Wieden
- Bergwacht Schwarzwald, Ortsgruppe Wieden

## Persönlichkeiten

### Ehrenbürger
- Xaver Schwäbl (Ehemaliger Rektor der Grundschule Wieden-Utzenfeld)
- Berthold Klingele (u. a. Bürgermeister a. D.)
- Hubert Behringer (u. a. Dirigent der Bergmannskapelle Wieden)

### Söhne und Töchter der Gemeinde
- Markus Wunderle (* 1968), Tauzieher

### Weitere Persönlichkeiten mit Verbindung zur Gemeinde
- Melanie Behringer (* 1985), Fußballnationalspielerin